# Tatiana Ivanova
Tatiana Ivánovna Ivanova –en ruso, Татьяна Ивановна Иванова– (Chusovói, 16 de febrero de 1991) es una deportista rusa que compite en luge en la modalidad individual.
Participó en tres Juegos Olímpicos de Invierno, obteniendo dos medallas, plata en Sochi 2014, en la prueba por equipo (junto con Albert Demchenko, Alexandr Denisiev y Vladislav Antonov), y bronce en Pekín 2022, en la prueba individual, y el cuarto lugar en Vancouver 2010 (individual).
Ganó ocho medallas en el Campeonato Mundial de Luge entre los años 2012 y 2020, y dieciséis medallas en el Campeonato Europeo de Luge entre los años 2010 y 2022.

## Palmarés internacional
| Juegos Olímpicos   | Juegos Olímpicos      | Juegos Olímpicos  | Juegos Olímpicos       |
| Año                | Lugar                 | Medalla           | Prueba                 |
| ------------------ | --------------------- | ----------------- | ---------------------- |
| 2014               | Sochi (Rusia)         | Medalla de plata  | Equipo                 |
| 2022               | Pekín (China)         | Medalla de bronce | Individual             |
| Campeonato Mundial |                       |                   |                        |
| Año                | Lugar                 | Medalla           | Prueba                 |
| 2012               | Altenberg (Alemania)  | Medalla de plata  | Individual             |
| 2012               | Altenberg (Alemania)  | Medalla de plata  | Equipo                 |
| 2015               | Sigulda (Letonia)     | Medalla de plata  | Individual             |
| 2015               | Sigulda (Letonia)     | Medalla de plata  | Equipo                 |
| 2016               | Königssee (Alemania)  | Medalla de bronce | Individual             |
| 2017               | Igls (Austria)        | Medalla de bronce | Equipo                 |
| 2019               | Winterberg (Alemania) | Medalla de oro    | Equipo                 |
| 2020               | Sochi (Rusia)         | Medalla de plata  | Individual (velocidad) |
| Campeonato Europeo |                       |                   |                        |
| Año                | Lugar                 | Medalla           | Prueba                 |
| 2010               | Sigulda (Letonia)     | Medalla de oro    | Individual             |
| 2012               | Paramonovo (Rusia)    | Medalla de oro    | Individual             |
| 2012               | Paramonovo (Rusia)    | Medalla de oro    | Equipo                 |
| 2013               | Oberhof (Alemania)    | Medalla de bronce | Equipo                 |
| 2014               | Sigulda (Letonia)     | Medalla de plata  | Individual             |
| 2015               | Sochi (Rusia)         | Medalla de plata  | Equipo                 |
| 2015               | Sochi (Rusia)         | Medalla de bronce | Individual             |
| 2016               | Altenberg (Alemania)  | Medalla de bronce | Individual             |
| 2016               | Altenberg (Alemania)  | Medalla de bronce | Equipo                 |
| 2017               | Königssee (Alemania)  | Medalla de plata  | Individual             |
| 2018               | Sigulda (Letonia)     | Medalla de oro    | Individual             |
| 2018               | Sigulda (Letonia)     | Medalla de oro    | Equipo                 |
| 2020               | Lillehammer (Noruega) | Medalla de oro    | Individual             |
| 2021               | Sigulda (Letonia)     | Medalla de oro    | Individual             |
| 2021               | Sigulda (Letonia)     | Medalla de oro    | Equipo                 |
| 2022               | St. Moritz (Suiza)    | Medalla de bronce | Equipo                 |